# Oecetis pentafurcata
Oecetis pentafurcata är en nattsländeart som beskrevs av Wolfram Mey 1995. Oecetis pentafurcata ingår i släktet Oecetis och familjen långhornssländor. Inga underarter finns listade i Catalogue of Life.